# Suel

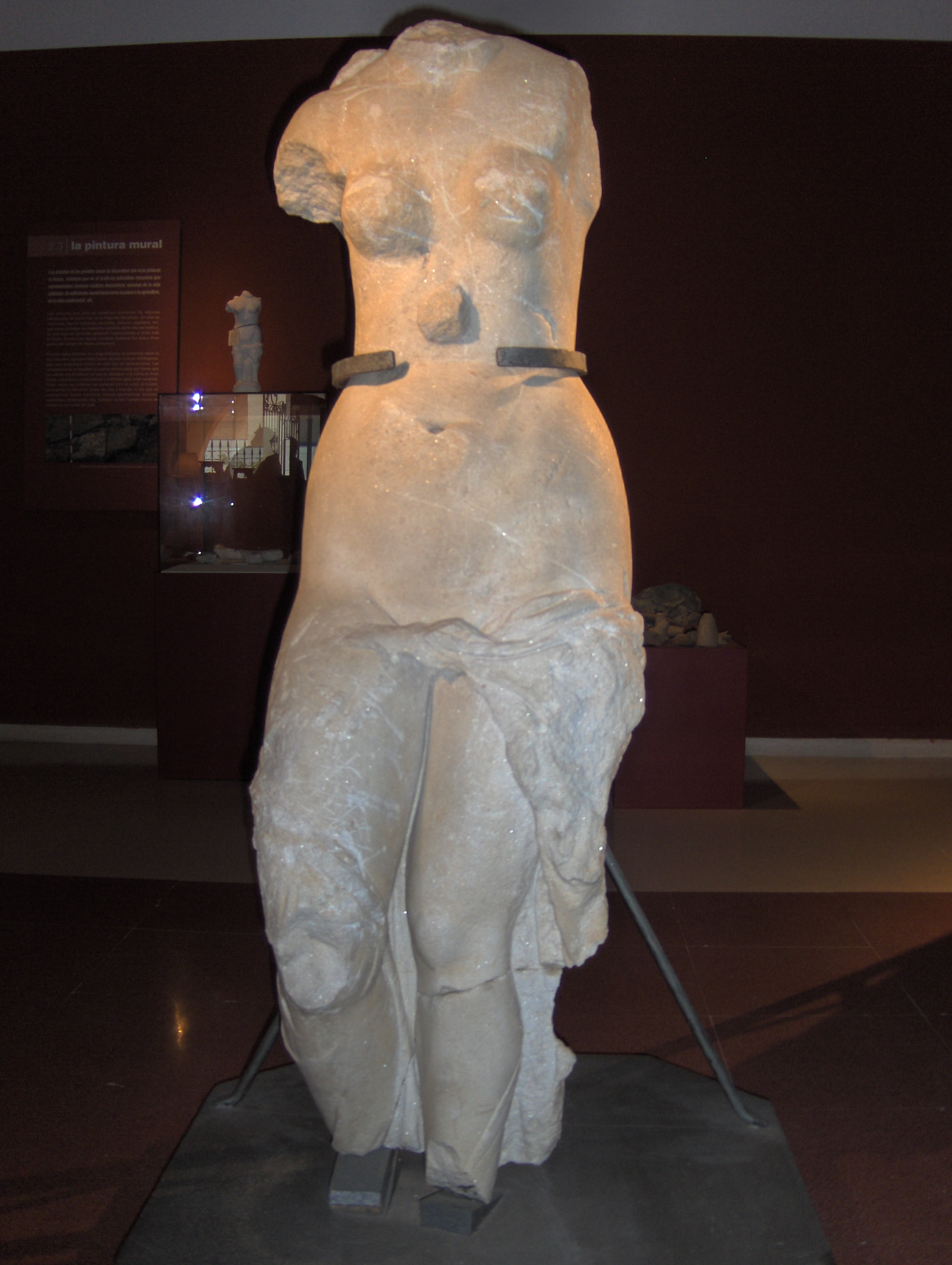
Venus de Fuengirola, escultura romana fechada en el hallada en la Finca del Secretario.

Suel fue una ciudad romana del Conventus Gaditanus de la provincia Baetica, en Hispania. Estaba situada en la Vía Aurelia que comunicaba Malaca con Gades siguiendo la línea de la costa a través de Carteia, en el Estrecho de Gibraltar. Suel se encontraba situada junto a la desembocadura del río Fuengirola, en el actual término municipal homónimo de la provincia de Málaga. El nombre de Suel se ha conservado a través del árabe Suhayl en el nombre del castillo de Fuengirola.  
Según algunos autores, los orígenes de la ciudad son fenicios, ya que estos colonizaron la zona anteriormente a la llegada de los romanos. En el año 53 d. C. Suel fue galardonada con el título de municipium, como muestra un pesdestal con la inscripción Municipium Suelitanum encontrado en el siglo XVIII.
La ciudad aparece citada en la Geografía de Guido, por Pomponio Mela, Plinio el Viejo, Claudio Ptolomeo y Esteban de Bizancio. De acuerdo a yacimientos arqueológicos estudiados, se ha constatado la existencia del poblacmiento entre finales del siglo I hasta el siglo IV, siendo su época de apogeo entre los siglo II y III.
Con la invasión árabe de la península ibérica, Suel se adaptó al árabe como Sohail asimilándose a un nombre de persona y de estrella en árabe.